# Alexander von Wyse
Alexander von Wyse († 1611) war Priester und Generalvikar in Köln.
Der aus Duisburg stammende von Wyse, auch als Wisius bezeichnet, promovierte zum Dr. jur. utr. und war Kanoniker an St. Andreas zu Köln. Der Erzbischof von Köln, Ernst von Bayern, berief ihn 1610 zu seinem Generalvikar.
Sein Grab befindet sich in der Kölner Kirche St. Andreas.